# Arrúbal
Arrúbal est une commune de la communauté autonome de La Rioja, en Espagne.

## Histoire
Arrúbal se sépare de la municipalité d'Agoncillo en 1952.

## Démographie
| 1960 | 1970 | 1981 | 1991 | 2001 | 2010 |
| ---- | ---- | ---- | ---- | ---- | ---- |
| 432  | 427  | 429  | 378  | 418  | 487  |

## Administration

### Conseil municipal
La ville de Arrúbal comptait 506 habitants aux élections municipales du 26 mai 2019. Son conseil municipal (en espagnol : Pleno del Ayuntamiento) se compose donc de 7 élus.
| Parti | Parti                                    | Voix | %       | Élus  |
| ----- | ---------------------------------------- | ---- | ------- | ----- |
|       | Parti socialiste ouvrier espagnol (PSOE) | 165  | 55,56 % | 4 / 7 |
|       | Parti populaire (PP)                     | 132  | 44,44 % | 3 / 7 |

### Liste des maires
| Mandat    | Maire | Maire                                        | Parti |
| --------- | ----- | -------------------------------------------- | ----- |
| 1999-2003 |       | Antonio Fernández San Pedro                  | PSOE  |
| 2003-2007 |       | Antonio Fernández San Pedro (2003-2005)      | PSOE  |
| 2003-2007 |       | María Nieves San Pedro Balmaseda (2005-2007) | PSOE  |
| 2007-2011 |       | María Nieves San Pedro Balmaseda             | PSOE  |
| 2011-2015 |       | María Nieves San Pedro Balmaseda             | PSOE  |
| 2015-2019 |       | María Nieves San Pedro Balmaseda             | PSOE  |
| 2019-2023 |       | María Nieves San Pedro Balmaseda             | PSOE  |